# Blepharita trisignata
Blepharita trisignata är en fjärilsart som beskrevs av Ménétriés 1848. Blepharita trisignata ingår i släktet Blepharita och familjen nattflyn. Inga underarter finns listade i Catalogue of Life.